# Municipio de Webster (condado de Wayne)
El municipio de Webster (en inglés: Webster Township) es un municipio ubicado en el condado de Wayne en el estado estadounidense de Indiana. En el año 2010 tenía una población de 1272 habitantes y una densidad poblacional de 32,88 personas por km².

## Geografía
Según la Oficina del Censo de los Estados Unidos, el municipio tiene una superficie total de 38.69 km², de la cual 38,57 km² corresponden a tierra firme y (0,32 %) 0,12 km² es agua.

## Demografía
Según el censo de 2010, había 1272 personas residiendo. La densidad de población era de 32,88 hab./km². De los 1272 habitantes, estaba compuesto por el 97,72 % blancos, el 0,47 % eran afroamericanos, el 0,16 % eran amerindios, el 0,16 % eran asiáticos, el 0,31 % eran de otras razas y el 1,18 % eran de una mezcla de razas. Del total de la población el 0,86 % eran hispanos o latinos de cualquier raza.